# Ennearthron cornutum
Ennearthron cornutum är en skalbaggsart som först beskrevs av Leonard Gyllenhaal 1827.  Ennearthron cornutum ingår i släktet Ennearthron, och familjen trädsvampborrare. Arten är reproducerande i Sverige.